# Теофан Изповедник
Теофан Изповедник (на гръцки: Θεοφάνης, Теофанис) е византийски духовник и летописец, ревностен защитник на иконопочитанието. В Българската православна църква и Римокатолическата църква той се почита на 12 март, а в някои православни църкви – на 25 март.

## Биография
Теофан е роден в Константинопол от богати и аристократични родители-иконолюбци – Исак, имперски управител на островите в Бяло море, и Теодора, за чието семейство няма сведения. Тъй като рано остава сирак византийският император Константин V Копроним (741 – 775) се погрижва за обучението и възпитанието му в императорския двор. Теофан получава няколко служби под негово управление. Хрониката му запазва жив детски спомен за айсбергите, получени при разтопяването на замръзналото Черно море и плаващи край Константинопол през февруари 764 г.
Жени се на 12-годишна възраст, но убеждава жена си да живее в девственост и през 799 г. след смъртта на тъста му те се разделят по взаимно съгласие, за да водят религиозен живот, като тя избира един манастир на остров близо до Константинопол, а той отива в манастир, наречен „Полихрон“ в окръга Сигиан (Сигриано) близо до Кизик от азиатската страна на Мраморно море. По-късно той построява манастир в собствените си земи на остров Калоним (сега Каломио).
След шест години се завръща в Сигриано и основава манастир, известен с името „На голямата площ“, и го управлява като игумен. Като такъв той посещава Седмия вселенски събор в Никея през 787 г. и подписва указите му в защита на свещените икони.
Когато император Лъв V Арменец (813 – 820) подновява иконоборството, той заповядва Теофан да бъде доведен в Константинопол и съден за отказа му да отхвърли решенията на събора, но напразно. Теофан е хвърлен в тъмница и в продължение на две години търпи жестоко отношение. След това през 817 г. той е прогонен в изгнание на о-в Самотраки, където, съкрушен от страданията, живее само 17 дни и след смъртта му, вероятно на 12 март – денят, в който се почита в Римския мартирологий.

## Хронографията
„Хронографията“ (Животоописания на византийските царе) на св. Теофан е написана между 810 и 814 г. като продължение на летописа на синкела Георги и по негова покана. Това е един от основните и най-важни извори за историята на Първото българско царство. Един от източниците, ползвани при съставянето и е хрониката на Йоан Малала, византийски хронист от сирийски произход. По нареждане на василевсa Константин VII Багренородни е написано продължение на „Хронографията“.

### Откъси, които се отнасят до прабългарите
- „В тази година (501 – 502), така наречените българи, за които дотогава никой нищо не бил чувал[notes 1] нахлули в Илирия и Тракия...“

- „В тази година (513 – 514) Виталиан, завладявайки цяла Тракия, Скития и Мизия с [помощта на] множество хуни и българи, покорил Анхиало и Одесос, и като поразил Кирил, тракийския военачалник (стратилат) и опустошавайки всичко, дошъл до самия Константинопол.“

## Издания
- Феофан Исповедник. Летопись византийца Феофана. Полная версия. СПб., 1884.
- Чичуров, И. С. Византийские исторические сочинения: „Хронография“ Феофана, „Бревиарий“ Никифора. Тексты, переводы, коментарии. М., 1980;
- The Chronicle of Theophanes Confessor: Byzantine and Near Eastern History AD 284 – 813. Tr. Cyril Mango and Roger Scott. Oxford, 1997.